# Neal Avron
Neal Avron (Los Angeles, 31 dicembre 1969) è un produttore discografico, musicista e tecnico del suono statunitense.
Ha lavorato con artisti come Linkin Park, Disturbed, New Found Glory, Serj Tankian e Weezer, lavorando a più di 100 album e producendo oltre 50 di essi.